# Thomas Sigmund
Thomas Sigmund (* 24. Mai 1966 in Amberg) ist ein deutscher Journalist beim Handelsblatt und Sachbuchautor.

## Leben
Thomas Sigmund erlangte 1985 sein Abitur am Erasmus-Gymnasium Amberg. Danach leistete er seinen Wehrdienst (letzter Dienstgrad: Leutnant der Reserve) und studierte Rechtswissenschaften und Politikwissenschaften in Regensburg. 1992 legte er dort sein erstes und 1995 sein zweites juristisches Staatsexamen ab. Seine Magisterarbeit in Politikwissenschaften schrieb er über das Thema „Europa und Kulturföderalismus“. Er ist verheiratet und hat eine Tochter.
Sigmund absolvierte ein Volontariat bei der Mediengruppe Straubinger Tagblatt/Landshuter Zeitung und arbeitete dort im Anschluss als Redakteur in der Politik- und Wirtschaftsredaktion. Im Jahr 2000 erfolgte sein Wechsel in die Zentralredaktion des Handelsblatts nach Düsseldorf. 2004 ging er nach Berlin und arbeitete als wirtschaftspolitischer Korrespondent in der Parlamentsredaktion, von 2011 an als stellvertretender Leiter des Hauptstadtbüros. Von 2013 bis 2024 war er Leiter des Hauptstadtbüros und Politikressortchef des Handelsblatts. Zum 1. August 2024 wurde er Meinungschef des Handelsblatts.

## Preise und Auszeichnungen
- 2015: Regino-Preis für herausragende Justizberichterstattung. Der Preis wird von der Fachzeitschrift Neuen Juristische Wochenschrift vergeben.
- Stipendium des Lord-George-Weidenfeld-Journalisten-Programms

## Veröffentlichungen (Auswahl)
- Allein unter Feinden? Was der Staat für unsere Sicherheit tut – und was nicht. Herder, Freiburg im Breisgau 2017, ISBN 978-3451378140.
- mit Sven Afhüppe (Hrsg.): Europa kann es besser. Wie unser Kontinent zu neuer Stärke findet. Ein Weckruf der Wirtschaft. Herder, Freiburg im Breisgau 2019, ISBN 978-3451393600.